# Caliendrula
Caliendrula is een geslacht van weekdieren uit de klasse van de Gastropoda (slakken).

## Soort
- Caliendrula elstoni (Barnard, 1962)